# اولگا اشپلیخولوا
اولگا اشپلیخولوا (به انگلیسی: Olga Šplíchalová) (زادهٔ ۱ سپتامبر ۱۹۷۵) شناگر اهل جمهوری چک است.